# Giovanni Battista Peruzzo
Giovanni Battista Peruzzo (Molare, 14 luglio 1878 – Le Rocche di Molare, 20 luglio 1963) è stato un arcivescovo cattolico italiano.

## Biografia

### Padre passionista e sacerdote
Entrato nel 1894 nell'ordine dei padri Passionisti col nome di Giovanni Battista dell'Addolorata, compiuti gli studi teologici a Roma e a Pianezza, fu ordinato sacerdote nel 1901. Nel successivo ventennio svolse il suo ministero di frate (perlopiù missioni popolari ed esercizi spirituali) in diverse località del Nord Italia. In particolare fondò il convento di Santa Maria del Sasso a Caravate nel 1904, di cui fu anche rettore tra il 1908 e il 1912. Ivi istituì anche una casa di esercizi spirituali.
In questo periodo, tra i suoi incarichi di maggior impegno vi fu quello di parroco reggente (a causa della partenza per il fronte della grande guerra di quello titolare) di Brinzio (VA), che svolse tra il 1916 e il 1918. Al piccolo paese del Varesotto resterà sempre molto legato, e tornerà a soggiornarvi più volte, anche, nel 1961, per celebrare il suo sessantesimo di sacerdozio. Dispose inoltre numerose donazioni a beneficio della parrocchia brinziese, promettendole altresì un cospicuo lascito testamentario (proposito mai attuato a causa della sua improvvisa scomparsa).

### Vescovo
Già nel 1910 padre Peruzzo era stato indicato come possibile futuro vescovo, ma (complice anche un'accusa di modernismo, rivelatasi falsa) sarà consacrato solo il 10 febbraio 1924, dopo che il 18 gennaio era stato nominato vescovo titolare di Eurea di Epiro e vescovo ausiliare di Mantova.
Il 19 ottobre 1928 fu nominato vescovo di Oppido Mamertina, dove rimase per quattro anni.
Il 15 gennaio 1932 fu nominato vescovo di Agrigento e il 29 marzo 1952 ricevette il titolo personale di arcivescovo. Ad Agrigento si occupò in maniera particolare del rinnovamento della vita cristiana, e perciò le missioni del popolo, i congressi eucaristici e le varie organizzazioni cattoliche, specialmente quella dell'Azione cattolica, trovarono in lui un forte stimolo apostolico. Eresse diverse parrocchie in special modo nelle zone più disagiate della diocesi agrigentina e accolse diverse famiglie religiose. Nel periodo di episcopato ad Agrigento svolse più volte la visita pastorale.
Durante gli sbarchi degli alleati in Sicilia, nel secondo conflitto mondiale, gli fu consigliato, dai suoi collaboratori, di lasciare la città in quanto ci sarebbero stati dei bombardamenti. Lui si rifiutò perché il suo posto era accanto al suo popolo, durante i bombardamenti fece ospitare nel palazzo vescovile i feriti caduti sotto le macerie e fece innalzare la bandiera della Croce Rossa sul tetto della Curia, al fine di evitare ulteriori conseguenze per i rifugiati.
Il 29 ottobre 1962 intervenne durante la prima sessione del Concilio Vaticano II difendendo il latino come lingua liturgica, con argomentazioni storiche ed ecclesiologiche.
Il 9 luglio 1945, alle 9:45 della sera, subì un attentato nel bosco di Santo Stefano Quisquina: colpito da due spari d'arma da fuoco, sopravvisse dopo essere stato soccorso e operato al polmone dal chirurgo Raimondo Borsellino.
Morì il 20 luglio 1963 nel paese natale, Molare, dove si trovava in ferie. È sepolto ad Agrigento.

## Letteratura
La vicenda della vita pastorale di Peruzzo è al centro di un romanzo giallo di Andrea Camilleri, dal titolo Le pecore e il pastore, edito da Sellerio nel 2007 (ISBN 88-389-2203-9). In esso, il movente dell'agguato viene rintracciato nei contrasti che il vescovo aveva avuto con i latifondisti siciliani sulla necessità di una riforma agraria che redistribuisse la terra ai braccianti.

## Genealogia episcopale e successione apostolica
La genealogia episcopale è:
- Cardinale Scipione Rebiba
- Cardinale Giulio Antonio Santori
- Cardinale Girolamo Bernerio, O.P.
- Arcivescovo Galeazzo Sanvitale
- Cardinale Ludovico Ludovisi
- Cardinale Luigi Caetani
- Cardinale Ulderico Carpegna
- Cardinale Paluzzo Paluzzi Altieri degli Albertoni
- Papa Benedetto XIII
- Papa Benedetto XIV
- Papa Clemente XIII
- Cardinale Marcantonio Colonna
- Cardinale Giacinto Sigismondo Gerdil, B.
- Cardinale Giulio Maria della Somaglia
- Cardinale Carlo Odescalchi, S.I.
- Cardinale Costantino Patrizi Naro
- Cardinale Lucido Maria Parocchi
- Papa Pio X
- Cardinale Gaetano De Lai
- Arcivescovo Giovanni Battista Peruzzo, C.P.

La successione apostolica è:
- Arcivescovo Angelo Ficarra (1936)
- Vescovo Antonino Catarella (1942)
- Vescovo Filippo Iacolino (1947)
- Vescovo Vincenzo Maria Jacono (1950)
- Arcivescovo Calogero Lauricella (1961)